# Stazione di Zurigo Enge
La stazione di Zurigo Enge è un'importante stazione ferroviaria a servizio della zona sudoccidentale di Zurigo. È gestita dalle Ferrovie Federali Svizzere.